# ミナ・キュナード
ミナ・キュナード（Mina Cunard, 1894年12月16日 - 1978年8月9日）は、アメリカ合衆国の女優である。出生名は不明であるが、結婚後の本名はミナ・キュナード・シーモア（Myna Cunard Seymour）となった。

## 人物・来歴
オハイオ州コロンバスに生まれる。1歳上の姉はのちに女優・脚本家となったグレイス・キュナードである。
1915年、姉のグレイスが在籍し、すでにスターとなっていたユニヴァーサル・フィルム・マニュファクチュアリング・カンパニー（現在のユニバーサル・ピクチャーズ）に入社、姉がコンビを組むフランシス・フォードが監督・主演する短篇西部劇 And They Called Him Hero に出演したのが、もっとも古い映画への出演記録である。同年、同コンビによるシリアル・フィルム『名金』（別題『金貨のかけら』）に役を得て出演、姉グレイスの代役も務めた。同作は日本では『マスター・キイ』に次ぐ連続活劇第2弾として公開され、作品は爆発的な人気を呼んだ。以降、同社が量産する短篇映画に多く出演し、いくつかでは主演も務めた。
1916年、同年にユニヴァーサル傘下に設立されたブルーバード映画でも、チャールズ・スウィッカード監督の『双生児』に助演、同作は日本でも公開された。1919年にはユニヴァーサルを去り、時期は不明であるが俳優のハリー・シーモアと結婚している。
トーキーの時代となり、1943年、24年ぶりに映画界に復帰、レイ・エンライト監督の Good Luck, Mr. Yates やジーン・ネグレスコ監督の『復讐! 反ナチ地下組織 / 裏切り者を消せ』にノンクレジットで出演している。同2作以降はふたたび出演記録はなく、さらに11年後の1955年、ヘンリー・キング監督の『野性の女』に出演した以降は、20世紀フォックス作品にクレジットなしで出演した。1958年、ジーン・ネグレスコ監督の『愛の贈物』が最後の出演記録である。
1967年11月11日、夫シーモアと死別する。
1978年8月9日、カリフォルニア州ロサンゼルス市ウッドランド・ヒルズで死去した。満83歳没。同市内にあるマウント・サイナイ・メモリアル・パーク墓地で、夫シーモアと並んで眠る。墓碑銘には「最愛なる妻、母、祖母」と刻まれた。

## フィルモグラフィ
特筆以外はすべて出演作である。

### 1910年代
- And They Called Him Hero : 監督・主演フランシス・フォード、脚本・主演グレイス・キュナード、1915年
- The Doorway of Destruction : 監督・主演フランシス・フォード、脚本グレイス・キュナード、1915年 - 出演・役名 Cecille McLain
- Little Mr. Fixer : 監督フランク・ロイド、1915年
- 『名金』（別題『金貨のかけら』） The Broken Coin : 監督・主演フランシス・フォード、脚本・主演グレイス・キュナード、1915年 - 出演・役名 King's Sweetheart / グレイス・キュナード代役
- The Mayor's Decision : 監督・主演ウィリアム・C・ドウラン、1915年
- 『グラフト』 Graft : 監督ジョージ・レッシー / リチャード・スタントン、主演ハリー・ケリー、1915年 - 出演・役名 Kitty Rockford
- The Living Lie : 監督・主演レオン・ド・ラ・モート、1916年 - 主演
- The Quarter Breed : 監督・脚本・主演レオン・ド・ラ・モート、1916年
- Orders Is Orders : 監督・脚本フランシス・フォード、1916年 - 主演
- The Wire Pullers : 監督ウィリアム・ウォーシントン、主演ジャック・ホルト、1916年
- What Love Can Do : 監督ジェイ・ハント、1916年 - 出演・役名 Johnnie Paige
- Kill the Umpire : 監督・主演エディ・ライオンス / リー・モーラン、1916年
- A Great Love : 監督クリフォード・S・エルフェルト、1916年
- Is Any Girl Safe? : 監督・脚本ジャック・ジャッカード、1916年
- Hired and Fired : 監督ウォーレス・ビアリー、脚本ロバート・ディロン / ベス・メレディス、主演カーター・デヘイヴン、1916年
- He Almost Lands an Angel : 監督ウォーレス・ビアリー、脚本ロバート・ディロン / ベス・メレディス、主演カーター・デヘイヴン、1916年
- 『偽善者』 Society's Hypocrites : 監督・主演ベン・F・ウィルソン、1916年
- Just Her Luck : 監督ドナルド・マクドナルド、原作・脚本コンスタンス・クロウリー、1916年
- 『双生児』 The Sign of the Poppy : 監督チャールズ・スウィッカード、主演ホバート・ヘンリー、1916年 - 出演・役名 Helen Durant
- I'm Your Husband : 監督・原作・脚本レスリー・T・ピーコック、1916年
- Good Morning, Judge : 監督フランシス・フォード、脚本グレイス・キュナード、1916年
- The Daring Chance : 監督・主演ウィリアム・V・モング、1917年
- Won by Grit : 監督ジョージ・マーシャル、1917年
- The Rogue's Nest : 監督ドナルド・マクドナルド、脚本コンスタンス・クロウリー、主演イーディス・ロバーツ、1917年
- The Bathhouse Scandal : 監督ウォーレス・ビアリー、主演カーター・デヘイヴン、1918年
- 『俄先生』 A Beach Nut : 監督・原作・脚本・主演ウォーレス・ビアリー、1919年

### 1940年代
- Good Luck, Mr. Yates : 監督レイ・エンライト、主演クレア・トレヴァー、1943年 - ノンクレジット出演・役名 Welder
- 『復讐! 反ナチ地下組織 / 裏切り者を消せ』 The Conspirators : 監督ジーン・ネグレスコ、主演ヘディ・ラマー、1944年 - ノンクレジット出演・役柄不明

### 1950年代
- 『野性の女』 Untamed : 監督ヘンリー・キング、主演タイロン・パワー、1955年 - ノンクレジット出演・役名 Woman
- How to Be Very, Very Popular : 監督ナナリー・ジョンソン、主演ベティ・グレイブル、1955年 - ノンクレジット出演・役柄不明の助演
- 『美わしき思い出』 Good Morning, Miss Dove : 監督ヘンリー・コスター、主演ジェニファー・ジョーンズ、1955年 - ノンクレジット出演・役名 Mrs. Aldredge
- 『女ひとり』 Jeanne Eagels : 監督ジョージ・シドニー、主演キム・ノヴァク、1957年 - ノンクレジット出演・役名 Neilson Maid
- 『愛の贈物』 The Gift of Love : 監督ジーン・ネグレスコ、主演ローレン・バコール、1958年 - ノンクレジット出演・役名 Wife

## 関連事項
- ハリー・シーモア （Harry Seymour [5]）
- コンスタンス・クロウリー （Constance Crawley [6]）
- ウッドランド・ヒルズ (ロサンゼルス市) （en:Woodland Hills, Los Angeles）
- マウント・サイナイ・メモリアル・パーク墓地 （en:Mount Sinai Memorial Park Cemetery）

## 註
1. 1 2 3 4 5 6 7 8 9 10 11 12 13  Mina Cunard, Internet Movie Database （英語）, 2010年7月12日閲覧。
2. 1 2 3  Mina Cunard, Find A Grave （英語）, 2010年7月12日閲覧。
3. ↑  『日本映画発達史 I 活動写真時代』 、田中純一郎、中公文庫、1975年12月10日 ISBN 4122002850, p.254-255.
4. ↑  『ブルーバード映画の記録』 : 製作・著・発行山中十志雄・塚田嘉信、1984年4月、p.60-63.
5. 1 2  Harry Seymour - IMDb（英語）, 2010年7月12日閲覧。
6. ↑  Constance Crawley - IMDb（英語）, 2010年7月12日閲覧。